# Lany Kaligis
Lany Kaligis, née le 22 avril 1949, est une joueuse de tennis indonésienne, professionnelle entre 1968 et 1975.
Elle a notamment atteint les huitièmes de finale à l'Open d'Australie 1968 et les quarts de finale en double au tournoi de Wimbledon en 1971 avec sa partenaire habituelle, Lita Sugiarto.
Membre de l'Équipe d'Indonésie de Fed Cup entre 1969 et 1975, elle a participé aux quarts de finale de l'édition 1973.

## Palmarès

### Titre en simple dames
Aucun

### Finale en simple dames
Aucune

### Titre en double dames
Aucun

### Finale en double dames
| No | Date       | Nom et lieu du tournoi        | Catégorie | Surface      | Vainqueures                | Partenaire    | Score    |          |
| -- | ---------- | ----------------------------- | --------- | ------------ | -------------------------- | ------------- | -------- | -------- |
| 1  | 25/07/1972 | Dutch Championships Hilversum |           | Terre (ext.) | Michèle Gurdal Betty Stöve | Lita Sugiarto | 6-4, 6-0 | Parcours |

## Parcours en Grand Chelem

### En simple dames
| Année | Championnat d'Australie Open d'Australie | Championnat d'Australie Open d'Australie | Internationaux de France | Internationaux de France | Wimbledon       | Wimbledon      | US Open         | US Open        |
| ----- | ---------------------------------------- | ---------------------------------------- | ------------------------ | ------------------------ | --------------- | -------------- | --------------- | -------------- |
| 1968  | 3e tour (1/8)                            | Judy Tegart                              | -                        | -                        | -               | -              | -               | -              |
| 1969  | 1er tour (1/16)                          | Helen Sheedy                             | 2e tour (1/16)           | M. Guzmán                | 1er tour (1/64) | Patti Hogan    | -               | -              |
| 1970  | 3e tour (1/8)                            | Judy Tegart                              | -                        | -                        | 1er tour (1/64) | Françoise Dürr | 1er tour (1/32) | Jane O'Hara    |
| 1971  | -                                        | -                                        | 1er tour (1/32)          | Betty Stöve              | 1er tour (1/64) | Patricia Reese | 1er tour (1/32) | Marita Redondo |
| 1972  | -                                        | -                                        | -                        | -                        | 1er tour (1/64) | Rosie Casals   | -               | -              |
| 1973  | -                                        | -                                        | 1er tour (1/32)          | Ingrid Löfdahl           | 2e tour (1/32)  | Penny Moor     | -               | -              |
| 1974  | -                                        | -                                        | 1er tour (1/32)          | Glynis Coles             | 1er tour (1/64) | Ilana Kloss    | -               | -              |
| 1975  | -                                        | -                                        | 1er tour (1/32)          | Dianne Fromholtz         | 2e tour (1/32)  | Janet Newberry | -               | -              |

À droite du résultat, l’ultime adversaire.

### En double dames
| Année | Championnat d'Australie Open d'Australie | Championnat d'Australie Open d'Australie | Internationaux de France      | Internationaux de France    | Wimbledon                    | Wimbledon                 | US Open                   | US Open                |
| ----- | ---------------------------------------- | ---------------------------------------- | ----------------------------- | --------------------------- | ---------------------------- | ------------------------- | ------------------------- | ---------------------- |
| 1968  | 2e tour (1/8) Lita Liem                  | W. Gilchrist Kerry Harris                | -                             | -                           | -                            | -                         | -                         | -                      |
| 1969  | 1er tour (1/8) Lita Liem                 | F. Dürr Ann Haydon                       | 2e tour (1/16) Lita Liem      | Rosie Casals B. J. King     | 2e tour (1/16) Lita Liem     | Patti Hogan Peggy Michel  | -                         | -                      |
| 1970  | 1/4 de finale Lita Liem                  | Kerry Harris Winnie Shaw                 | 3e tour (1/8) Lita Liem       | Rosie Casals B. J. King     | 2e tour (1/16) Lita Liem     | Rosie Casals B. J. King   | 1er tour (1/16) Lita Liem | M. Eisel V. Ziegenfuss |
| 1971  | -                                        | -                                        | 2e tour (1/16) Lita Liem      | Helen Gourlay Kerry Harris  | 1/4 de finale Lita Liem      | Rosie Casals B. J. King   | -                         | -                      |
| 1972  | -                                        | -                                        | 1er tour (1/16) Lita Sugiarto | Wendy Overton V. Ziegenfuss | 2e tour (1/16) Lita Sugiarto | B. J. King Betty Stöve    | -                         | -                      |
| 1973  | -                                        | -                                        | 1er tour (1/16) Lita Sugiarto | M. Smith Virginia Wade      | 2e tour (1/16) Lita Sugiarto | Brenda Kirk Pat Pretorius | -                         | -                      |
| 1974  | -                                        | -                                        | 2e tour (1/8) Lita Sugiarto   | Gail Sherriff K. Ebbinghaus | 2e tour (1/16) Penny Moor    | Diane Evers N. Gregory    | -                         | -                      |
| 1975  | -                                        | -                                        | -                             | -                           | 2e tour (1/16) Lita Sugiarto | Jenny Dimond Penny Moor   | -                         | -                      |

Sous le résultat, la partenaire ; à droite, l’ultime équipe adverse.

### En double mixte
| Année | Championnat d'Australie Open d'Australie | Championnat d'Australie Open d'Australie | Internationaux de France | Internationaux de France | Wimbledon | Wimbledon | US Open                     | US Open                 |
| ----- | ---------------------------------------- | ---------------------------------------- | ------------------------ | ------------------------ | --------- | --------- | --------------------------- | ----------------------- |
| 1968  | 1er tour (1/16) Gondo Widjojo            | Gail Sherriff Robert Wilson              | -                        | -                        | -         | -         | -                           | -                       |
| 1971  | n/a                                      | n/a                                      | -                        | -                        | -         | -         | 1er tour (1/32) Atet Wijono | Betty Stöve Robert Maud |

Sous le résultat, le partenaire ; à droite, l’ultime équipe adverse.

## Parcours en Coupe de la Fédération
| #                                                                       | Date       | Lieu                | Surface      | Gagnante(s)                       | Perdante(s)                        | Score         |          |
|                                                                         |            |                     |              |                                   |                                    |               |          |
| 1969 - 1er tour (groupe mondial) - Grèce - Indonésie - 0 : 3            |            |                     |              |                                   |                                    |               |          |
| 1                                                                       | 19/05/1969 | Athènes             | Terre (ext.) | Lany Kaligis                      | Xantippe Vassiliadou               | 6-3, 6-3      | Parcours |
| 1                                                                       | 19/05/1969 | Athènes             | Terre (ext.) | Lany Kaligis Lita Liem            | Dionissia Asteri C. Kalogeropoulos | 7-5, 6-3      | Parcours |
|                                                                         |            |                     |              |                                   |                                    |               |          |
| 1969 - 2e tour (groupe mondial) - Indonésie - Pays-Bas - 0 : 3          |            |                     |              |                                   |                                    |               |          |
| 2                                                                       | 21/05/1969 | Athènes             | Terre (ext.) | Betty Stöve                       | Lany Kaligis                       | 6-2, 6-3      | Parcours |
| 2                                                                       | 21/05/1969 | Athènes             | Terre (ext.) | Marijke Jansen Betty Stöve        | Lany Kaligis Lita Liem             | 4-6, 6-1, 6-1 | Parcours |
|                                                                         |            |                     |              |                                   |                                    |               |          |
| 1970 - 2e tour (groupe mondial) - Indonésie - Suède - 1 : 2             |            |                     |              |                                   |                                    |               |          |
| 3                                                                       | 21/05/1970 | Fribourg-en-Brisgau | Terre (ext.) | Christina Sandberg                | Lany Kaligis                       | 6-2, 6-3      | Parcours |
| 3                                                                       | 21/05/1970 | Fribourg-en-Brisgau | Terre (ext.) | Ingrid Löfdahl Christina Sandberg | Lany Kaligis Lita Liem             | 2-6, 6-2, 6-3 | Parcours |
|                                                                         |            |                     |              |                                   |                                    |               |          |
| 1971 - 1er tour (groupe mondial) - Afrique du Sud - Indonésie - 3 : 0   |            |                     |              |                                   |                                    |               |          |
| 4                                                                       | 26/12/1970 | Perth               | Herbe (ext.) | Laura Rossouw                     | Lany Kaligis                       | 6-2, 7-5      | Parcours |
| 4                                                                       | 26/12/1970 | Perth               | Herbe (ext.) | Brenda Kirk Laura Rossouw         | Lany Kaligis Lita Liem             | 6-2, 6-3      | Parcours |
|                                                                         |            |                     |              |                                   |                                    |               |          |
| 1973 - 1er tour (groupe mondial) - Nouvelle-Zélande - Indonésie - 1 : 2 |            |                     |              |                                   |                                    |               |          |
| 5                                                                       | 30/04/1973 | Bad Homburg         | Terre (ext.) | Lany Kaligis                      | Marilyn Pryde                      | 6-4, 6-3      | Parcours |
| 5                                                                       | 30/04/1973 | Bad Homburg         | Terre (ext.) | Judy Connor Marilyn Pryde         | Lany Kaligis Lita Sugiarto         | 6-3, 10-8     | Parcours |
|                                                                         |            |                     |              |                                   |                                    |               |          |
| 1973 - 2e tour (groupe mondial) - Luxembourg - Indonésie - 0 : 3        |            |                     |              |                                   |                                    |               |          |
| 6                                                                       | 02/05/1973 | Bad Homburg         | Terre (ext.) | Lany Kaligis                      | Flore Wagner                       | 6-2, 6-2      | Parcours |
| 6                                                                       | 02/05/1973 | Bad Homburg         | Terre (ext.) | Lany Kaligis Lita Sugiarto        | Josiane Graas Flore Wagner         | 6-0, 6-1      | Parcours |
|                                                                         |            |                     |              |                                   |                                    |               |          |
| 1973 - 1/4 de finale (groupe mondial) - Australie - Indonésie - 3 : 0   |            |                     |              |                                   |                                    |               |          |
| 7                                                                       | 04/05/1973 | Bad Homburg         | Terre (ext.) | Evonne Goolagong                  | Lany Kaligis                       | 6-0, 5-7, 6-1 | Parcours |
| 7                                                                       | 04/05/1973 | Bad Homburg         | Terre (ext.) | Evonne Goolagong Janet Young      | Lany Kaligis Lita Sugiarto         | 6-1, 6-0      | Parcours |
|                                                                         |            |                     |              |                                   |                                    |               |          |
| 1974 - 1er tour (groupe mondial) - Israël - Indonésie - 2 : 1           |            |                     |              |                                   |                                    |               |          |
| 8                                                                       | 13/05/1974 | Naples              | Terre (ext.) | Paulina Peisachov                 | Lany Kaligis                       | 6-2, 3-6, 9-7 | Parcours |
| 8                                                                       | 13/05/1974 | Naples              | Terre (ext.) | Lany Kaligis Lita Sugiarto        | Paulina Peisachov Janine Strauss   | 6-1, 6-1      | Parcours |
|                                                                         |            |                     |              |                                   |                                    |               |          |
| 1975 - 1er tour (groupe mondial) - Indonésie - Hongrie - 0 : 2          |            |                     |              |                                   |                                    |               |          |
| 9                                                                       | 05/05/1975 | Aix-en-Provence     | Terre (ext.) | Éva Szabó                         | Lany Kaligis                       | 4-6, 6-2, 6-1 | Parcours |